# Gjertvasstind
Gjertvasstind, også kaldt Jervvasstind er den østligste af toppene på Styggedals- og Skagastølsryggen i fjeldområdet Hurrungane, i den sydvestlige del af Jotunheimen i Midtnorge. Gjertvasstind er 2.351 meter over havet og er Norges tiende højeste bjerg. Jervvasstind ligger i Luster kommune i Vestland fylke.